# Ляпинская котельная
Ля́пинская котельная— паровая котельная в Ярославле, начавшая работу в 1926 году как Ляпинская электростанция. В 1932 году переименована в ЯрГРЭС (Ярославская государственная районная электростанция). Находится в южной части Заволжского района города Ярославля рядом со Средним посёлком.

## История
Строительство работающей на торфе из Ляпинского болота Ярославской ГРЭС (Ляпинской электростанции) началось в 1923 году в рамках плана ГОЭЛРО. Первый электрический генератор мощностью 5 МВт был пущен 21 ноября 1926 года. К 1932 году на ней было установлено ещё три генератора по 11 МВт каждый и котельная на 4 котла. До запуска в 1934 году Ярославской ТЭЦ-1 электростанция питала почти все предприятия Ярославля, Рыбинска, Ростова и Костромы. Посредством электростанции начало осуществляться централизованное теплоснабжение в Ярославле (второе в России после Санкт-Петербурга): вода нагревалась в конденсаторах турбин и подавалась в жилые дома по трубопроводу длиной 3 км.
В 1934 году на базе станции был образован «Ярэнергокомбинат», переименованный в 1939 году в «Ярэнерго». По мере строительства новых электростанций «Ляпинка» утратила сначала функции, а затем и наименование ГРЭС и была переименована в котельную. В 1990-е годы на ней были демонтированы изношенные турбины и генераторы и смонтирована редукционно-охладительная установка. В 1993 году котельная вошла в состав Ярославской ТЭЦ-2, с 2005 года относящейся к «ТГК-2».

## Современность
Ныне Ляпинская котельная снабжает теплом 22 тысячи жителей Заволжского района Ярославля. Установленная тепловая мощность — 180 Гкал/час.
К началу 21 века оборудование котельной имело высокую степень изношенности. «ТГК-2» заявило о намерении к 2012 году построить на её площадке новые энергоисточники. Позднее был построен и введён в эксплуатацию новый энергоблок, работающий на природном газе.
С 1980 года здания котельной, построенные по проекту архитектора Э.-А. И. Норверта и инженера Б. В. Мокршанского являются объектом культурного наследия регионального значения — памятником промышленного конструктивизма. Есть планы по организации музея.